# Equipe russa na Copa Davis
A equipe russa na Copa Davis representa a Rússia na Copa Davis, principal competição de tênis masculina por equipes do mundo. É administrada pela Russian Tennis Federation.
Conquistou três títulos, todos no século XXI. No de 2021, os jogadores representaram apenas federação de tênis local (RTF), pois a Agência Mundial Antidoping aplicou uma punição ao país por dopagem. A Rússia foi proibida de de usar o nome, a bandeira e o hino na competição.
Em 2022, a equipe não teve a chance de defender o título: foi suspensa, e continua sob esse status, por causa da invasão da Ucrânia pela Rússia, em uma sanção que vai além de questões esportivas.

## Última convocação
Pela fase decisiva do Finals, em dezembro de 2021.
- Evgeny Donskoy
- Karen Khachanov
- Aslan Karatsev
- Daniil Medvedev
- Andrey Rublev

## História
A primeira participação russa na Copa Davis foi em 1962, como União Soviética. Durante um curto período, representou a Comunidade de Estados Independentes.